# مایکل هاگی
مایکل هاگی (انگلیسی: Michael Hagee؛ زادهٔ ۱ دسامبر ۱۹۴۴) ژنرال بازنشسه سپاه تفنگداران دریایی ایالات متحده آمریکا است، که در فاصله سال‌های ۲۰۰۳ تا ۲۰۰۶ به‌عنوان سی و سومین فرمانده سپاه تفنگداران دریایی فعالیت می‌کرد.
هاگی فعالیت نظامی را از سال ۱۹۶۸ در سپاه تفنگداران دریایی آمریکا آغاز کرد، از ۱۹۹۵ تا ۱۹۹۶ دستیار ارشد نظامی قائم مقام وزارت دفاع ایالات متحده آمریکا بود، از ۱۹۹۶ تا ۱۹۹۸ به‌عنوان مدیر عملیات فرماندهی اروپایی ایالات متحده آمریکا فعالیت می‌کرد، از ۱۹۹۸ تا ۱۹۹۹ فرماندهی لشکر ۱ تفنگداران دریایی را برعهده داشت، از ۱۹۹۹ تا ۲۰۰۰ مدیر طرح‌های فرماندهی اقیانوس هند-آرام ایالات متحده آمریکا بود و در فاصله سال‌های ۲۰۰۰ تا ۲۰۰۲ فرماندهی نیروی اول تفنگداران دریایی اعزامی را برعهده داشت.